# Mohamed El Qasabgi
 (mai 2018).
Si vous disposez d'ouvrages ou d'articles de référence ou si vous connaissez des sites web de qualité traitant du thème abordé ici, merci de compléter l'article en donnant les références utiles à sa vérifiabilité et en les liant à la section « Notes et références ».
Mohamed el-Qasabgi (en arabe محمد القصبجي ; prononcé, en dialecte égyptien, el-Asabgi ; 1892 - 25 mars 1966) était un musicien et un compositeur égyptien. Il est considéré comme l'un des cinq plus grands compositeurs égyptiens du XXe siècle. Il composa principalement pour Oum Kalthoum, Asmahan, Leila Mourad et fut également un luthiste hors pair. Il accompagna Oum Kalthoum jusqu'à sa mort en 1966.
Parmi ses chefs-d'œuvre citons Ya Touyour pour Asmahan ou Raq el Habib pour Oum Kalthoum, considérés comme des classiques de musique arabe du XXe siècle.

## Œuvres principales
- En Kuntu Asamih, 1927
- Enti Fakrani, 1931
- Leih Telawe'eni, 1932
- Fein El Oyoun, 1934
- Les chansons du film Widad, 1935
- Les chansons du film Nasheed El Amal, 1937
- Madam Teheb, 1940
- Asqiniha, 1940
- Ya Tuyoor, 1941
- Raq El Habeeb, 1941
- L'opéra Aida, composé par Mohamed El Qasabji et Riyad El Sonbati, 1942
- Hal Tayyam Al ban, 1942
- Emta Ha Te râf, 1944
- Ana Elli Astahel, 1944
- Ana Albi Daleeli, 1948